# Liste de logiciels de voix sur IP
Cet article fournit une liste des logiciels de voix sur IP, c'est-à-dire de logiciels qui permettent de communiquer par la voix sur des réseaux compatibles IP, qu'il s'agisse de réseaux privés ou d'Internet.

## Quelques logiciels de voix sur IP
Les softphones sont des logiciels spécialisés pour les appels téléphoniques basés sur IP. Ces logiciels sont parfois associés à un service d'abonnement qui permet l'appel en dehors d'Internet (fixe/mobile). Certains logiciels peuvent supporter en plus du mode audio le mode vidéo et le mode Messagerie instantanée et supportent plusieurs systèmes d'exploitation : Windows, iOS, Android, Symbian OS, Blackberry OS, Linux… Les logiciels ne communiquent entre eux que s'ils supportent les mêmes protocoles voix : Skype, Microsoft, VoIP. 
Flexip
Disponible depuis 2018, ce softphone destiné aux professionnels est disponible sur smartphone (iOS,Android), tablette, ordinateur ( Microsoft Windows, OS X,) ainsi que sur les supports de téléphonie comme les DECT et les postes téléphoniques fixes. 
Andrexenlogiciels de VoIP initialement destinés à l'entreprise.
JamiDisponible depuis décembre 2005. Jami est un logiciel avec logiciel libre (open source). Capable de téléphonie et de messagerie instantanée compatible avec SIP pour Linux, Microsoft Windows, OS X, iOS et Android. Conforme aux standards de télécommunication (SIP, IAX).
Keyyo PhoneProposé par Keyyo et disponible depuis décembre 2012, ce téléphone logiciel est disponible sur PC, Mac, Smartphone ou Tablette et téléchargeable gratuitement sur App Store & Google Play. Ce softphone multifonctions permet de communiquer en voix, visio ou messagerie instantanée...
macPhonemacPhone est un softphone pré-configuré avec l'opérateur SIP Nomado, il fonctionne uniquement sur Mac OS X.
MetacentrexProposé par OpenIP, ce logiciel de communications unifiées est disponible sur PC, Mac, smartphone ou tablette et téléchargeable gratuitement sur App Store & Google Play. Ce softphone multifonctions permet de communiquer en voix, visio ou messagerie instantanée...
Net2PhoneLa technologie de Net2Phone permet d'effectuer des appels locaux et internationaux à partir d'un ordinateur individuel à destination de n'importe quel téléphone dans le monde. Net2phone est un vétéran dans le domaine. Cependant, il souffre d'une distribution laborieuse en Europe.
SkypeDisponible depuis septembre 2003, le logiciel de téléphonie gratuite sur IP Skype permet de téléphoner sur Internet entre ordinateurs. Depuis le 27 juillet 2004, Skype intègre la possibilité d'appeler une ligne fixe (SkypeOut) et de disposer d'un numéro pour la réception d'appels. SkypeOut est payant à 1,7 centime d'euro la minute en France et en Belgique.

### Messageries instantanées avec VoIP
Les messageries instantanées permettent la communication en mode texte. Elles intègrent cependant progressivement des fonctionnalités de communication audio et vidéo.
Discord
Forfone
Google Hangouts
ICQICQ (pour I seek you) est le doyen des logiciels de messagerie instantanée. Il intègre un module ICQPhone pour les communications audio et ICQVideo pour la vidéoconférence. Une passerelle vers Net2Phone est en outre proposée.
JamiDisponible depuis décembre 2005. Jami est un logiciel avec logiciel libre (open source). Capable de messagerie instantanée avec IAX, SIP et VoIP. Jami est disponible pour Linux, Microsoft Windows, OS X, iOS et Android.
LinphonePremière application open-source utilisant le protocole SIP sur Linux, lancée en 2001.
Live MessengerProposé par Microsoft, le logiciel de messagerie instantanée MSN Messenger (devenu Live Messenger) intègre en standard la conversation audio et la vidéoconférence. Il permet en outre d'appeler vers les téléphones fixes et GSM.
VoipStuntDisponible depuis 2005, permet la téléphonie gratuite illimitée vers d'autres utilisateurs VoipStunt, mais aussi à destination de téléphones fixes à certaines destinations, pourvu que l'utilisateur ait rechargé son compte dans les derniers 6 mois.
WhatsApp
Yahoo! MessengerYahoo! Messenger est le logiciel de messagerie instantanée de Yahoo!. Il gère en standard les conversations audio et les webcams. Il permet d'appeler des téléphones fixes ; AIM : AIM (AOL Instant Messenger) est un logiciel de messagerie instantanée. Il permet les conversations audio uniquement.

### Logiciels propriétaires de fournisseurs deswitch

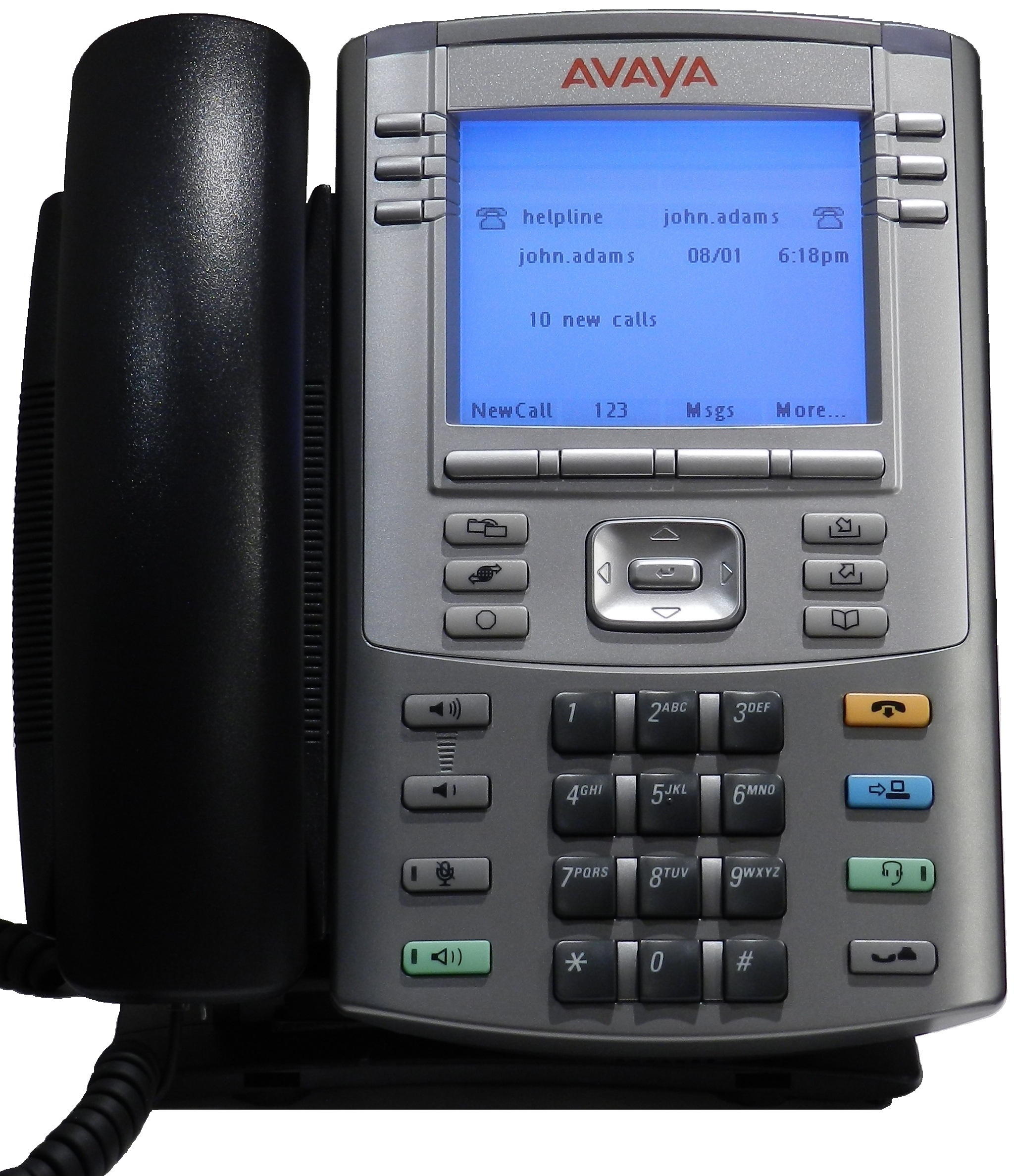
1140E IP Phone

Les grands équipementiers de réseaux de télécommunications ainsi que divers éditeurs de logiciels proposent des solutions de téléphonie sur IP basées sur leurs propres technologies, pour divers segments de marché (entreprises, opérateurs) :
- 3COM
- Aastra Technologies
- Alcatel-Lucent
- Avaya
- Cirpack
- Cisco Systems
- Comverse (ex Netcentrex)
- Dialexia
- Digium (Asterisk)
- Ericsson
- IBM / Lotus Sametime
- M2Msoft (S5000 Softswitch & iPBX)
- Mediatrix
- Microsoft (Office Communications Server)
- Mitel Networks
- NEC
- Nixxis
- Nokia Siemens Networks
- Nortel
- OpenVox
- Panasonic
- Samsung
- Thomson (Cirpack)
- Toshiba
- Unify (ex Siemens AG)
- Veraz
- Verso
- ZyXEL
- Liste des logiciels SIP Serveur téléphonique VoIP

### Autres logiciels propriétaires
- Metacentrex : logiciel propriétaire, protocole standard ouvert SIP
- Keyyo Phone : logiciel propriétaire, protocole standard ouvert SIP
- 3CX : logiciel propriétaire, protocole SIP standard
- DeskCallEVO : logiciel propriétaire, protocole propriétaire
- eyeP Communicator : softphone commercial avec protocole standard ouvert SIP par eyeP Media
- Gizmo5 (anciennement Gizmo Project) : logiciel propriétaire, protocole standard ouvert SIP
- Google Talk : logiciel propriétaire, protocole standard ouvert Jabber/Jingle
- Hogunsoft[1] : softphone commercial SIP avec CRM intégrée
- iNomado : softphone SIP pour iPhone Wi-Fi et 3G
- Microsoft NetMeeting (abandonné) : logiciel propriétaire, protocole standard ouvert H.323
- Nomadosoft : softphone SIP pour Windows 7
- pbxnsip : logiciel propriétaire, protocole standard ouvert
- Skype : logiciel propriétaire, protocole propriétaire
- TeamSpeak (audioconférence) : logiciel propriétaire, protocole propriétaire, obscurci et chiffré
- Thinkro System : logiciel propriétaire, protocole SIP standard, Jabber/XMPP, WebRTC
- United World Telecom
- Ventrilo
- Voipbuster
- Windows Live Messenger : logiciel propriétaire, protocole propriétaire
- Yahoo! Messenger : logiciel propriétaire, protocole propriétaire
- Zoiper : logiciel propriétaire, protocole standard ouvert SIP, version gratuite disponible
- E-Cérès NET Contact : logiciel propriétaire, protocole standard ouvert SIP, gestion de contact
- Asterlook : logiciel propriétaire, protocole AMI, client CTI Asterisk pour Outlook, shareware

### Logiciels libres
| Logiciel                          | Système d'exploitation                  | Flux               | Protocole                                                        |
| --------------------------------- | --------------------------------------- | ------------------ | ---------------------------------------------------------------- |
| Asterisk                          | GNU/Linux, macOS                        | audio, vidéo       | SIP, H.323, IAX                                                  |
| Ekiga (anciennement GnomeMeeting) | GNU/Linux, Windows                      | audio, vidéo, chat | SIP, H.323                                                       |
| FreeSWITCH                        | Unix, Windows, Sun Solaris, macOS       | audio, vidéo, chat | SIP, SIMPLE, XMPP, GoogleTalk (Jingle)), H.323, IAX, MRCP, Skype |
| Jabbin                            | GNU/Linux, Windows                      | audio, chat        | JabberAndroid                                                    |
| Jami                              | GNU/Linux, macOS, Windows, iOS, Android | audio, vidéo, chat | SIP, DHT, IAX                                                    |
| Jitsi                             | GNU/Linux, Windows, macOS (Java)        | audio, vidéo, chat | SIP, Jabber                                                      |
| KPhone                            | GNU/Linux                               | audio, vidéo, chat | SIP                                                              |
| Linphone                          | GNU/Linux, Windows, macOS               | audio, vidéo, chat | SIP                                                              |
| Mumble                            | GNU/Linux, Windows                      | audio              |                                                                  |
| QuteCom                           | GNU/Linux, Windows, macOS               | audio, vidéo, chat | SIP, Jabber                                                      |
| SIPInside                         | Windows                                 | audio              | SIP                                                              |
| Telephone                         | macOS                                   | audio              | SIP                                                              |
| Twinkle                           | GNU/Linux                               | audio              | SIP, IAX                                                         |
| YATE                              | GNU/Linux, Windows                      | audio, vidéo, chat | SIP, Jingle, IAX, H.323                                          |

### Logiciels clients sur téléphone
Les sociétés ci-dessous développent toutes des logiciels de VoIP. Dans le cas où la société propose un service de téléphonie (carte sim, numéro de téléphone, paiement des communications par abonnement ou à la minute), leur logiciel est gratuit mais ne permet pas d'utiliser un service de téléphonie tiers. Ces services payants permettent d'appeler les fixes/mobiles en local/international selon différentes modalités. Les logiciels sans abonnement sont payants et sont des clients qui permettent d'utiliser les services de téléphonie souscrits auprès d'un prestataire VoIP. Les prestataire VoIP sont compatibles selon les cas GSM RTC, h232, SIP (protocole), Jingle, Skype, ICQ, Google Talk.|
La colonne interne indique que le prestataire fournit le logiciel et le service pour téléphoner.
La colonne externe indique que le prestataire fournit le logiciel et peut utiliser les paramètres d'un service de téléphonie.
| Logiciel  | PC           | Mobile                       | Texte | Audio | vidéo | réseaux   | service téléphonie interne | service téléphonie externe |                      |
| --------- | ------------ | ---------------------------- | ----- | ----- | ----- | --------- | -------------------------- | -------------------------- | -------------------- |
| fgVOIP    |              | Blackberry OS 4 /5           | non   | SIP   | non   | Wi-Fi     | non                        | oui                        |                      |
| 3CXPhone  | Windows      | iPhone, Android              | non   | SIP   | non   | Wi-Fi, 3G | non                        | oui                        |                      |
| fgVOIP    | non          | Blackberry OS 4 /5           | non   | SIP   | non   | Wi-Fi     | non                        | oui                        |                      |
| BlackVoip | non          | BlackBerry                   | non   | SIP   | non   | Wi-Fi, 3G | non                        | oui sip                    |                      |
| Bria      | Android, iOS | iPad 2, iPhone 4, iPod touch |       |       |       |           |                            |                            | SIP, XMPP, STUN, ICE |

| Logiciel       | PC      | Mobile                                                       | Texte | Audio                           | vidéo         | réseaux       | service téléphonie interne | service téléphonie externe |
| -------------- | ------- | ------------------------------------------------------------ | --- | ------------------------------- | ------------- | ------------- | -------------------------- | -------------------------- |
| FaceTime       | Mac     | iPad 2, iPhone 4, iPod touch                                 | oui chat | oui                             | oui vidéo     | Wi-Fi, 3G     | non                        | oui VoIP (plug in VoIP)    |
| fring          | non     | iPhone, Symbian, Android                                     | twitter, skype (disparu), AIM, MSN Live, ICQ, Google Talk, Yahoo                                              | fringOut, SIP, skype (disparu), | oui (android) | Wifi, 3G      | oui (FringOut)             | non                        |
| Nimbuzz Mobile |         | Java, Symbian, Windows Mobile, iPhone OS,Android, Blackberry | Nimbuzz, Windows Live Messenger, Yahoo Messenger!, Facebook chat, Google Talk/Orkut, AIM, MySpace, Hyves, ICQ | NimbuzzOut                      | non           | Wi-Fi, 3G     | oui (NimbuzzOut)           |                            |
| Google Talk    | windows | iPhone, android, Blackberry                                  | oui |                                 |               | Wi-Fi, 3G, 4G | oui/non(jingle)            |                            |

| Logiciel     | PC              | Mobile                                                   | Texte                        | Audio                       | vidéo | reseaux                      | service téléphonie interne | service téléphonie externe |
| ------------ | --------------- | -------------------------------------------------------- | ---------------------------- | --------------------------- | ----- | ---------------------------- | -------------------------- | -------------------------- |
| Truephone    |                 | Symbian,Android                                          | Skype,Google Talk            | Truephone Google Talk Skype | non   | Wi-Fi                        | oui                        |                            |
| skype        | windows, Apple  | iPhone, PSP, Symbian, DECT, Verizon (Android,blackberry) | AIM, MSN, Google Talk, Yahoo | skype                       | skype | Wi-Fi (gratuit), 3G (payant) | oui(skypeout)              | non                        |
| Keyyo Phone  | Windows, Apple  | Android, iPhone                                          | non                          | Keyyo                       | oui   | Wi-Fi, 3G                    | oui                        | non                        |
| Tango (en)   |                 | iPhone                                                   | non                          | Tango (en)                  | oui   | Wi-Fi, 3G, 4G                |                            |                            |
| iskoot       | non             | BlackBerry                                               | non                          | skype                       | non   |                              | oui                        | non                        |
| Google Talk  | windows, Flash, | iPhone, android, Blackberry                              | audio, chat                  | VoIP, Google Talk           |       | Wi-Fi, 3G, 4G                | oui                        | non                        |
| Google Voice |                 | Android, BlackBerry, iPhone, Palm webOS, Nokia S60       |                              |                             |       | Wi-Fi, 3G, 4G                | oui                        | non                        |

- Fring n'est plus utilisable avec skype
- skype ne fonctionne que sur Android en Wi-Fi et Android Blackberry and Wi-Fi et 2G que sur le réseau verizon pour les abonnés américains.

### Logiciels web de téléphonie
Ces logiciels sont accessibles à partir d'un ordinateur ou téléphone connecté à internet et utilisant un navigateur web. Il met en contact par callback un numéro de téléphone identique vers différents numéros accessibles depuis un carnet de téléphone.    
| Logiciel             | accessibilité | mode      | réseaux |
| -------------------- | ------------- | --------- | ------- |
| United World Telecom | VoIP Service  | callback  | audio   |
| jahjah               | jahjah web    | callback  | audio   |
| Google Talk          | Gmail         | sip/ xmpp | audio   |

### Services de téléphonie
Ces sociétés proposent selon les cas des services/abonnement (x-out, dégroupage total, accès hotspot Wi-Fi), des logiciels et du matériel compatible VoIP. 
La connexion se fait soit par saisie d'un identifiant ou d'un mot de passe dans le cas d'un accès payant, saisie au niveau d'un logiciel ou de la page html d'un portail d'accès.
| société                                                      | société        | boitier/logiciel    | RTC | GSM | ADSL      | Cable TV                 | Cable optique | Wi-Fi                              | pays                  | mode de facturation                   |
| ------------------------------------------------------------ | -------------- | ------------------- | --- | --- | --------- | ------------------------ | ------------- | ---------------------------------- | --------------------- | ------------------------------------- |
| service d'accès à un réseau (mobile, cable, ADSL, satellite) | OpenIP         | réseaux et logiciel | Oui | Oui | Oui       | Non                      | Oui           | Oui via routeur propriétaire OpIOS | France                |                                       |
| service d'accès à un réseau (mobile, cable, ADSL, satellite) | Keyyo          | réseaux et logiciel | Oui | Oui | Keyyo Box | Non                      |               |                                    | France                |                                       |
| service d'accès à un réseau (mobile, cable, ADSL, satellite) | Orange         | réseaux             | Oui | Oui | LiveBox   | Non                      |               | Spotfinder                         |                       |                                       |
| service d'accès à un réseau (mobile, cable, ADSL, satellite) | Bouygues       | réseaux             | Oui | Oui | BBox      | Non                      |               | Wi-Fi Bouygues Telecom             |                       |                                       |
| service d'accès à un réseau (mobile, cable, ADSL, satellite) | Free           | réseaux             | Oui | Non | FreeBox   | Non                      |               | WifiFree                           |                       |                                       |
| service d'accès à un réseau (mobile, cable, ADSL, satellite) | Numericable    | réseaux             | Non | Oui | Non       | Oui                      |               |                                    |                       |                                       |
| service d'accès à un réseau (mobile, cable, ADSL, satellite) | SFR et Alcatel | matériel            | Non | Non |           |                          |               | Non                                | Wi-Fi Paris           | Non                                   |
| service de partage par wifi                                  | FON            | Fonera              | Non | Non | Non       |                          | Non           | fonmap                             | Non                   |                                       |
| service de partage par wifi                                  | Pervasif       | matériel(antenne)   | Non | Non | Non       | Non                      | Wi-Fi         |                                    | ozone                 |                                       |
| service VoIP /propriétaire                                   | OVH            | téléphone SIP       | Non | Non | Non       | Non                      | Non           |                                    |                       |                                       |
| service VoIP /propriétaire                                   | skype          | logiciel            | Non | Non | Non       | Web 1 browser/ 1 cookies |               | Non                                | France international  | temps prépayé, abonnement mois, année |
| service VoIP /propriétaire                                   | google Voice   | Web                 | Non | Non |           |                          | Non           |                                    | france internationale | au temps prépayé                      |
| service VoIP /propriétaire                                   | ippi           | logiciel            | Non | Non | Non       |                          | Non           |                                    |                       |                                       |
| service VoIP /propriétaire                                   | EasySeven      | matériel            | Non | Non | Non       |                          | Non           | Appart city                        |                       |                                       |

### Service de téléphonie WebRTC
Il y a aussi des sociétés qui proposent services téléphoniques webRTC (communications en temp réel pour le Web). Cette technologie vous permet d'avoir votre service téléphonique sur n'importe quel appareil connecté à internet. Aucun besoin d'installation supplémentaire ou d'équipement.
- Dialoga
- Fonvirtual